# Euphyia stygiata
Euphyia stygiata là một loài bướm đêm trong họ Geometridae.